# The Ten
The Ten (bra: 10 Mandamentos Muito Loucos; prt: Os Novos Dez Mandamentos) é um filme estadunidense de comédia antológica de 2007 dirigido por David Wain e co-escrito por Wain e Ken Marino. Foi lançado através da ThinkFilm. O filme foi lançado em 3 de agosto de 2007. O DVD foi lançado em 15 de janeiro de 2008.

## Sinopse
Dez histórias, cada uma inspirada por um dos Dez Mandamentos:
1 “Não Adorarás a Deus antes de Mim”
Um homem (Adam Brody) se torna uma celebridade após cair de um avião e ficar permanentemente enterrado no solo, graças a um agente superstar (Ron Silver). Após uma rápida ascensão ao estrelato, ele se torna orgulhoso e arrogante, referindo-se a si mesmo como um deus. Sua carreira desmorona e ele perde tudo. Sua noiva (Winona Ryder) o deixa por um âncora de TV.
2 “Não Tomarás o Nome do Senhor em Vão”
Uma bibliotecária (Gretchen Mol) tem um despertar sexual no México com um morador moreno (Justin Theroux) que acabou por ser Jesus Cristo . Ela finalmente se acomoda e se casa com seu colega de trabalho (A. D. Miles), mas é secretamente lembrada de sua aventura com Jesus sempre que sua família ora antes de uma refeição.
3 “Não Matarás”
Um médico (Ken Marino) mata sua paciente deixando uma tesoura dentro de seu abdômen durante a cirurgia. Apesar de esperar que as acusações sejam retiradas porque ele deixou a tesoura “como um idiota”, o juiz e o júri o condenaram à prisão perpétua. O juiz também dispensou o advogado do querelante, que então foi informado de que deveria considerar um emprego como guia turístico na usina nuclear local.
4 “Honra Tua Mãe e Teu Pai”
Uma mãe branca (Kerri Kenney-Silver) alista um imitador de Arnold Schwarzenegger (Oliver Platt) para ser uma figura paterna para seus filhos negros depois de dizer-lhes que ele é o pai biológico. É revelado que seu pai é na realidade Arsenio Hall, mas eles decidem manter o imitador de Arnold como parte da família; apesar de não ser capaz de imitar Arsênio, ele pode causar uma boa impressão de Eddie Murphy.
5 “Não Cobiçarás os Bens do Teu Vizinho”
Um detetive da polícia (Liev Schreiber) cobiça a máquina de tomografia computadorizada de seu vizinho (Joe Lo Truglio). Depois de comprar continuamente máquinas CAT Scan adicionais uma para a outra, ambas as esposas as abandonam. Depois de chegar ao fundo do poço, os dois vizinhos se reconciliam e saem para tomar uma bebida. Enquanto isso, um desastre em uma usina nuclear durante uma excursão escolar (liderada pelo ex-advogado da terceira história) deixa um ônibus cheio de crianças em idade escolar precisando de várias máquinas de tomografia computadorizada. Eles chegam na casa dos vizinhos, mas as portas estão trancadas e os dois homens estão no bar, então todas as crianças morrem.
6 “Não Cobiçarás a Mulher do Teu Vizinho”
Um prisioneiro (Rob Corddry) deseja a “cadela” de um companheiro (o médico do terceiro andar) para si.
7 “Não Roubarás”
A mulher (Winona Ryder) da primeira história, casada recentemente com o apresentador de TV, se apaixona por um fantoche de ventríloquo (Michael Ziegfeld), o rouba e foge para ter um relacionamento amoroso com ele.
8 “Não Dirás Falso Testemunho”
O ventríloquo, tendo perdido seu manequim e se tornando um morador de rua viciado em heroína, é contado por outro morador de rua uma história sobre um rinoceronte animado (voz de H. Jon Benjamin) que ganha a reputação de mentiroso. Depois de saber que um bando de cães weiner tem a intenção de infectar outras pessoas com uma DST fatal, o rinoceronte tenta avisar a todos. Infelizmente, ninguém acredita nele, e todos eles sucumbem à DST (após uma orgia). Em seguida, é revelado que o rinoceronte agora vende drogas para os homens sem-teto.
9 “Não Cometerás Adultério”
Jeff Reigert (Paul Rudd) apresenta todas essas histórias ao público, enquanto luta com seu próprio dilema moral: ter que escolher entre sua bela esposa (Famke Janssen) e sua também bela, mas um pouco mais jovem amante (Jessica Alba).
10 “Lembra-te do Sábado e Mantenha-o Sagrado”
O marido da segunda história (AD Miles) foge da igreja com a família para ficar nu com os amigos e ouvir Roberta Flack.

## Elenco
- Paul Rudd como Jeff Reigert, marido de Gretchen e um homem que hospeda as histórias e tem um caso, mas acaba se reconciliando com sua esposa.
- Winona Ryder como Kelly LaFonda, a ex-noiva de Stephen que rouba uma marionete.
- Famke Janssen como Gretchen Reigert, a esposa de Jeff que se reconcilia com ele no final.
- Jessica Alba como Liz Anne Blazer, a jovem amante de Jeff com quem ele tem um caso, mas acaba dando o fora dela.
- Adam Brody como Stephen Montgomery, ex-noivo de Kelly que está enterrado no chão como resultado de um acidente de paraquedismo.
- Justin Theroux como Jesus H. Cristo, o filho de deus que é retratado como um mexicano sedutor.
- Oliver Platt como Marc Jacobson, um imitador que se torna o pai adotivo de dois adolescentes negros.
- Liev Schreiber como Ray Johnson, um detetive da polícia que acaba competindo com seu vizinho comprando um número excessivo de máquinas CAT-Scan.
- Gretchen Mol como Gloria Jennings, uma bibliotecária, mãe de Noah e esposa de Oliver que tem um caso com o Jesus espanhol,
- Rob Corddry como Duane Rosenblum, um prisioneiro na prisão para a qual Glenn é enviado e deseja ter o raper de Glenn como seu.
- Michael Ziegfeld como Harlan Swallow / Gary, um ventríloquo que é fantoche, Gary, é roubado por Kelly e agora é um vagabundo viciado em drogas.
- Ken Marino como o Dr. Glenn Richie, um médico amante de piadas condenado por assassinato que ele insiste ser “um idiota”.
- Janeane Garofalo como Beth, uma funcionária da usina nuclear que entra em pânico quando menores são expostos à radiação.
- Mather Zickel como Louis La Fonda, um repórter que publica a situação de Stephen a partir do incidente de paraquedismo e se torna o novo marido de Kelly.
- Kerri Kenney-Silver como Bernice Jaffe, uma mãe solteira de duas adolescentes gêmeas afro-americanas que recebe Marc como o novo pai de seu filho.
- AD Miles como Oliver Jennings, pai de Noah e marido de Gloria, que oferece uma festa de nudez no domingo
- Michael Showalter como Tenente de Polícia Flarn Bairn, um policial que Swallow relata o roubo de Gary.
- David Wain como Abe Grossman, um repórter que entrevista Stephen após seu acidente.
- Thomas Lennon como Scotty Pale, um dos amigos de Paul.
- Bobby Cannavale como Marty, amigo de Oliver que se junta a ele em sua festa nua.
- Ron Silver como Fielding Barnes, um agente que faz de Stephen uma estrela, mas acaba abandonando-o.
- Joe Lo Truglio como Paul, o vizinho de Ray que luta contra ele através da compra de muitas máquinas de tomografia computadorizada.
- Robert Ben Garant como Bob, o Forman do júri no julgamento do Dr. Ritchie.
- Jason Sudeikis como Tony Contiella, o marido viúvo da vítima assassinada do Dr. Ritchie, que foi temporário para Gloria quando ela tirou férias para o México.
- Kevin Allison como Stanley
- Rashida Jones como Rebecca, uma anfitriã que apresenta Swallow e Gary.
- Jon Hamm como Charles, um instrutor de voo de Stephen
- Tommy Nelson como Noah Jennings, filho de Gloria e Oliver.
- Michael Ian Black como Guarda Prisional
- H. Jon Benjamin dubla The Lying Rhino, um rinoceronte animado enganador cuja decepção o fez ficar impotente em deter uma orgia horrenda causada por Dachshunds sexualmente transmissíveis. Ele é retratado por Peter Starlett na parte live-action do filme.
- John Tormey como Junkie Jerry Park
- Jason Antoon como Salazar ‘Fred’ McBairn

## Recepção
O filme recebeu críticas mistas. De acordo com a revisão do site agregador Rotten Tomatoes, 36% dos críticos deram ao filme uma crítica positiva com base em 81 comentários, com uma classificação média de 5,12/10. O consenso dos críticos do site diz: “Embora alguns dos esquetes que compõem Os Dez Mandamentos sejam engraçados, o tom irregular e aleatório do filme faz com que ele se desintegre.” No Metacritic, o filme tem uma pontuação média ponderada de 50 em 100 com base em 22 críticas, indicando “críticas mistas ou médias”.